# Julia Molin
Anna Julia Molin (Kristianstad, 13 maggio 1990) è una calciatrice svedese, di ruolo difensore.

## Palmarès

### Club

#### Competizioni nazionali
- Campionato cipriota: 1

Apollōn Lemesou: 2016-2017
- Coppa di Cipro femminile: 1

Apollōn Lemesou: 2016-2017